# جوي ليونغ
جوي ليونغ هو مخرج وممثل هونغ كونغي، ولد في 10 سبتمبر 1965 بهونغ كونغ في الصين.

## وصلات خارجية
- جوي ليونغ على موقع IMDb (الإنجليزية)
- جوي ليونغ على موقع ميوزك برينز (الإنجليزية)
- جوي ليونغ على موقع قاعدة بيانات الفيلم (الإنجليزية)